# Ситников Анатолій Андрійович
Анатолій Андрійович Ситников (20 січня 1940, Воскресенка, Спаського району Приморського краю, СРСР — 31 травня 1986, Москва) — заступник головного інженера з експлуатації 1-ї черги Чорнобильської АЕС на момент Чорнобильскої катастрофи, ліквідатор аварії на ЧАЕС

## Біографія
Народився 20 січня 1940 року. Згодом навчався у середній школі № 3 селища цементників. У 1963 році закінчив Далекосхідний політехнічний інститут (ДВПІ) .
З 1963 року працював на заводі імені Ленінського Комсомолу в м. Комсомольськ-на-Амурі. З травня 1963 по липень 1964 займає посаду інженера технолога. З липня 1964 по червень 1966 працює Старшим інженером технологом. З червня 1966 по лютий 1969 — Інженер механік пульта головної енергетичної установки (ГЕУ). З лютого 1969 по вересень 1973 — Старший інженер механік ГЕУ. З вересня 1973 по січень 1974 виконує обов'язки начальника бюро механіків пульта ГЕУ. З січня 1974 по квітень 1975 — Начальник бюро механіків пульта ГЕУ.
Будучи близьким другом і товаришем по службі Анатолія Дятлова, Анатолій запрошує Ситникова у травні 1975 року переїхати з сім'єю в м. Прип'ять та вступає на ЧАЕС на посаду заступника начальника зміни реакторно-турбінного цеху. За час роботи на ЧАЕС обіймає посади начальника зміни реакторного цеху, заступника начальника зміни станції.
З 1980 — Заступник начальника реакторного цеху. З лютого 1982 — Начальник реакторного цеху. З липня 1985 року і на момент аварії обіймає посаду Заступника головного інженера з експлуатації 1 черги ЧАЕС. На всіх посадах виявив себе знаючим спеціалістом високої кваліфікації, намагаючись досконало вивчити технологічні схеми, обладнання, правильну їх експлуатацію, мав високу працездатність. До роботи ставився із високим розумінням відповідальності. Як фахівець мав авторитет серед робітників та інженерно-технічного персоналу.

## Після аварії
У ніч аварії викликали на станцію для участі в ліквідації аварії на 4-му енергоблоці. Анатолій Андрійович обстежив весь реакторний блок та центральну залу, піднімався на дах блоку «В».
Анатолію Андрійовичу ставало дедалі гірше. І якось увечері він наполегливо відправляв дружину додому. Ельвіра Петрівна чинила опір, адже там, у порожній кімнаті, на неї ніхто не чекав. Але він пояснив: їй треба відпочити, щоби завтра знову допомагати хлопцям. І попросив не кидати їх, коли його не стане. Уранці 31 травня 1986 року Ельвіра Сітнікова дізналася: її чоловіка більше немає. Поховали його, як і інших перших ліквідаторів, у цинковій запаяній труні на Мітинському цвинтарі.
Їй хотілося піти за чоловіком. Але вона подумала про доньок, які залишаться зовсім одні. Діти допомогли вдові Анатолія Сітнікова зачепитися за життя.
А наступного дня після похорону дружина Ельвіра Петрівна знову була в лікарні. Всі вже знали, що Анатолія Андрійовича більше немає і соромилися дивитись у вічі його вдові, приймати від неї допомогу. Але жінка сказала, що робить це на прохання чоловіка.

## Нагороди
- Орден Знак Пошани (1982)
- Орден Леніна (1989)
- Відзнака президента України — хрест «За мужність» (1996)